# جائزة بوليتزر عن فئة الصحافة التحقيقية
جائزة بوليتزر عن فئة الصحافة التحقيقية (بالإنجليزية: Pulitzer Prize for Investigative Reporting)‏ هي واحدة من أربعة عشر جائزة بوليتزر تقدمها سنويًا جامعة كولومبيا بنيويورك في الولايات المتحدة الأمريكية للصحافة. بدأ العمل بها رسميًا منذ عام 1953، وتُمنح للتحقيقات الصحفية المميزة والمثيرة والتي من شأنها قد تُثير القضايا الهامة أو ذات قيمة، وقد تكون عمل جماعي أو فردي التي نشرت خلال العام. وكانت في الفترة من عام 1953 حتى عام 1963 تحمل اسم جائزة بوليتزر عن فئة الصحافة المحلية ثم بعد ذلك، باتت تحمل اسم جائزة بولتيزر عن فئة التحقيقات المحلية، المتخصصة بالصحافة في الفترة من عام 1964 حتى عام 1984.وبدءًا من عام 1980، بدأ الإعلان عن عملين آخرين دخلا التصفيات الأخيرة للجائزة، ليتم بذلك الإعلان عن الفائز إلى جانب أصحاب المركزين الآخرين.
تحظى هذه الجوائز، التي مولت في الأساس بمنحة من رائد الصحافة الأمريكي جوزيف بوليتزر بتقدير كبير. وتمنح جامعة كولومبيا الجوائز بتوصية من هيئة جوائز بوليتزر، المكونة من محكمين تعينهم الجامعة نفسها ويصل عدد الجوائز الممنوحة سنويًا إلى واحد وعشرين جائزة.

## وصلات خارجية
- الموقع الرسمي.
- الفائزين السابقين والمرشحين حسب الفئة.